# Sevel Sud
Sevel Sud (Società Europea Veicoli Leggeri - Société Européenne de Véhicules Légers) é uma joint-venture formada pelo grupo PSA (PSA) e o grupo Fiat, na proporção de 50% para cada parte. Fabricou carros para o mercado argentino, porém alguns modelos de Fiat Uno no Brasil possuem motorização Sevel. A sigla Sevel também foi usada pela Fiat e pela subsidiária argentina da Peugeot após a fusão em dezembro de 1980. Na região, entretanto, a abreviatura significava Sociedad Europea de Vehículos para Latinoamérica (Sociedade Europeia de Veículos para a América Latina). Também há uma fábrica da Sevel em Montevidéu, Uruguai.

## Modelos

### Primeira geração (1981-1993)
- Fiat Ducato
- Peugeot J5
- Citroën C25
- Talbot Express (1986-1992)
- Alfa Romeo AR6

### Segunda geração (1993-2006)
- Fiat Ducato
- Peugeot Boxer
- Citroën Jumper (Citroën Relay)

### Terceira geração (2006-presente)
- Fiat Ducato
- Peugeot Boxer
- Citroën Jumper (Citroën Relay)